# Museum für Zivil- und Wehrtechnik
Das Museum für Zivil und Wehrtechnik ist ein Technik- und Militärmuseum in Uffenheim.

## Geschichte des Museums
Der Verein für Zivil- und Wehrtechnik e.V. wurde im Jahr 2005 in Bad Windsheim gegründet. Ziel des Vereins war von Beginn an die Realisierung einer Ausstellung historischer militärischer Technik. Im Sommer 2006 genehmigte der Uffenheimer Stadtrat schließlich die Einrichtung eines Militärmuseums auf dem Gelände der ehemaligen Möbelfabrik Grombach in Uffenheim. Dort ist das Museum bis heute untergebracht und zeigt neben vereinseigenen Exponaten und Leihgaben vor allem Ausstellungsstücke verschiedener privater Sammlungen.

## Ausstellung
Auf einer Fläche von circa 5700 Quadratmetern sind verschiedene militärische und zivile Fahrzeuge und Ausrüstungsgegenstände ausgestellt. Ein Schwerpunkt der Sammlung sind militärische Rad- und Kettenfahrzeuge sowie zivile Fahrzeuge. Die meisten Exponate sind fahrbereit und werden beim jährlich stattfindenden Museumsfest auf dem Freigelände in Aktion gezeigt. Weiter sind Ausrüstungsgegenstände, Uniformen, Orden, zeitgeschichtliche Dokumente, sowie Waffen & Geschütze ausgestellt. Die Ausstellungsstücke stammen aus verschiedenen Jahrzehnten und von Streitkräften unterschiedlicher Nationen. Ein weiterer Schwerpunkt der Ausstellung befasst sich mit der Historie der Kommunikationstechnik und zeigt sowohl militärische Technik aus dem Fernmeldewesen, als auch zivile Telefone und Computer.

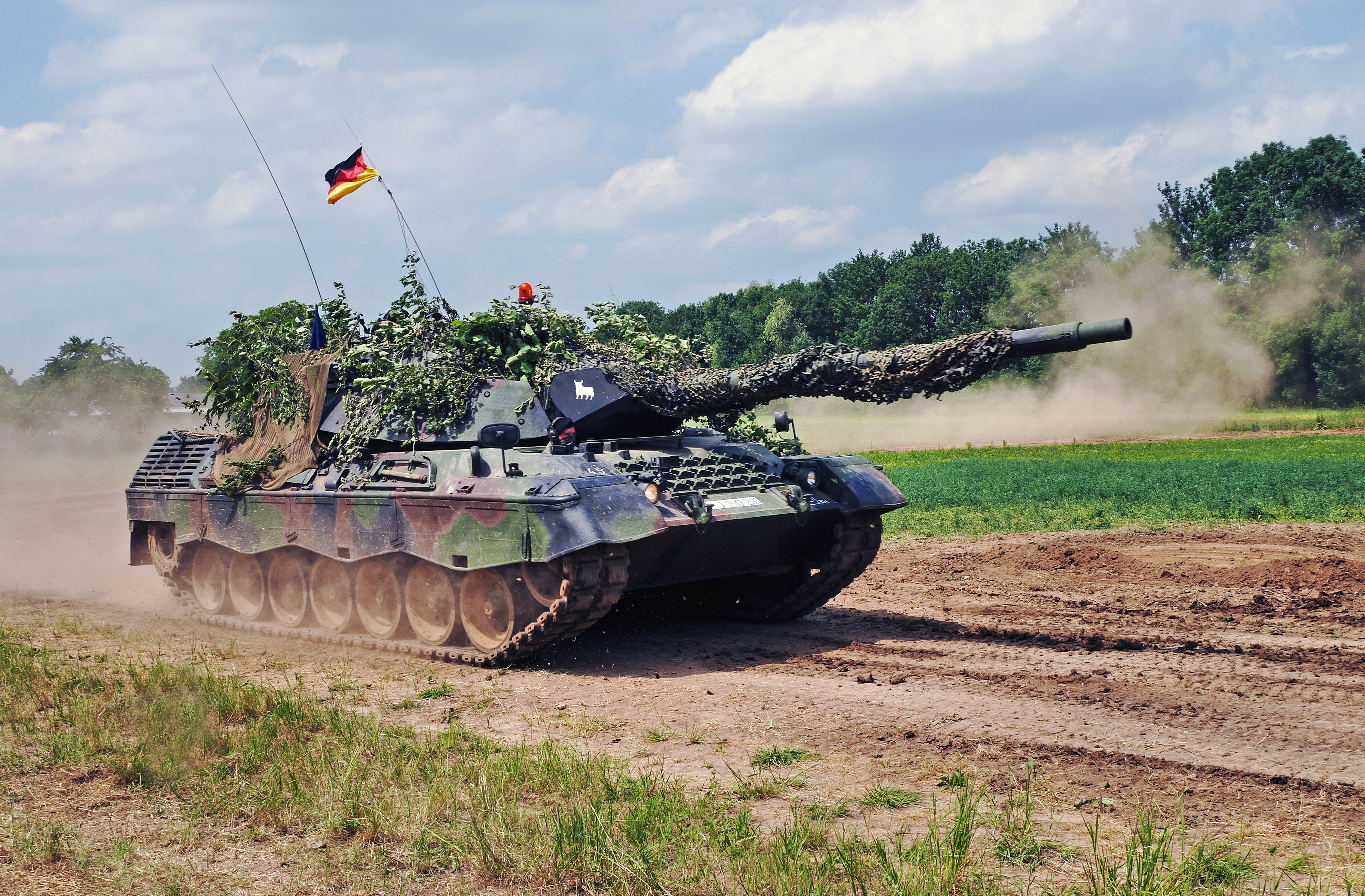
Leopard 1A5 in Uffenheim 2015
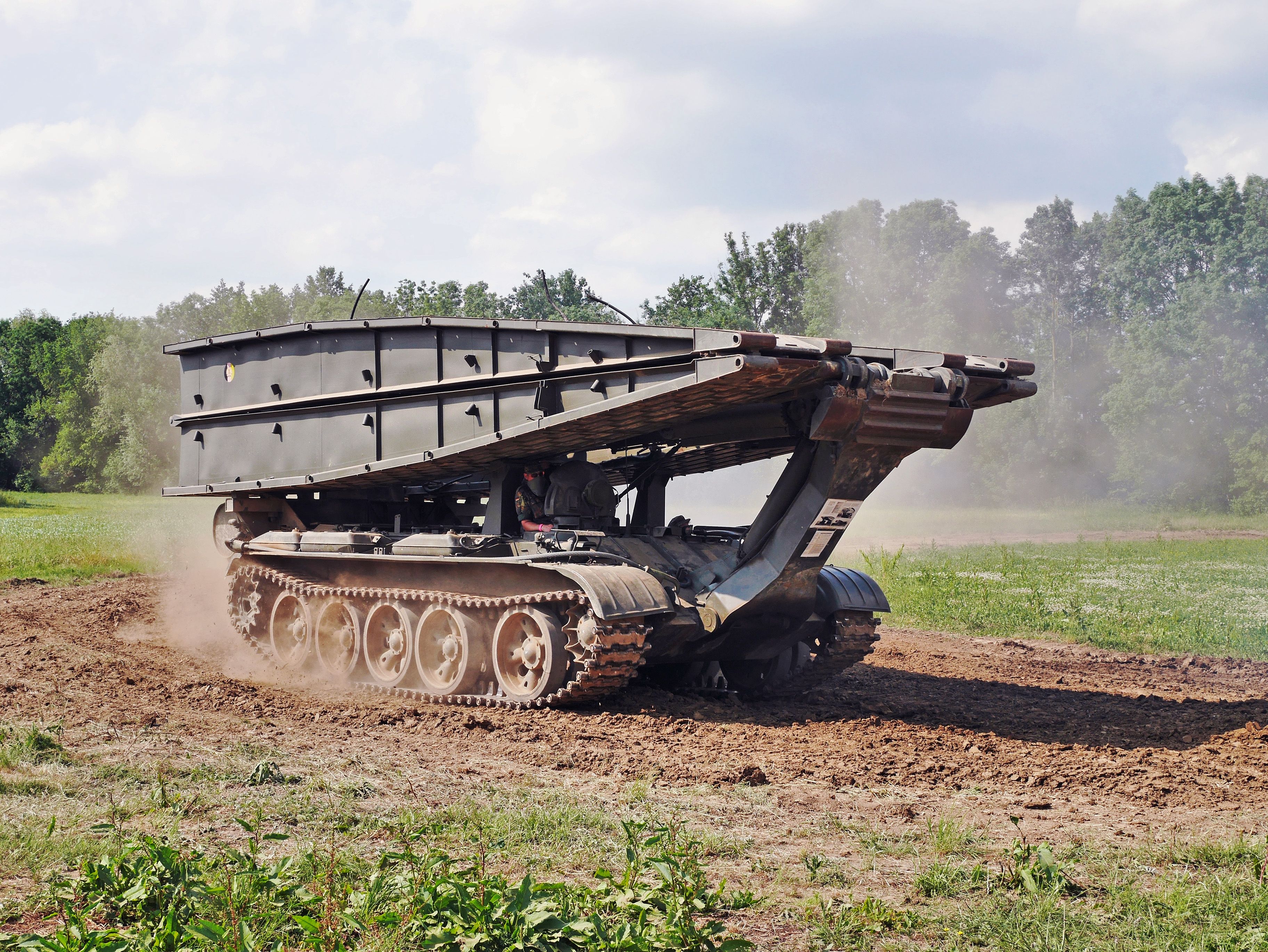
Brückenlegegerät MT-55 beim Militärtag Uffenheim 2015
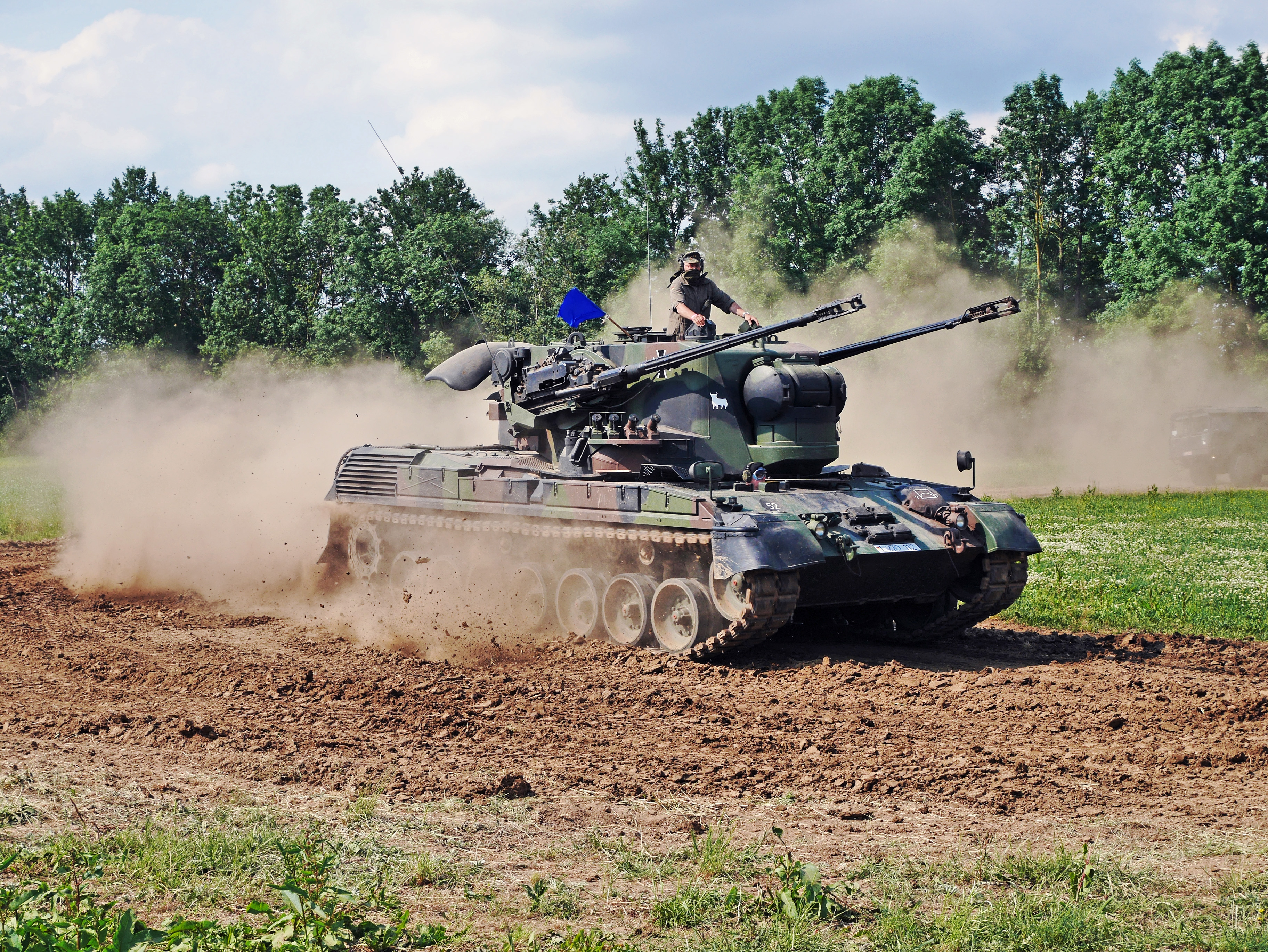
FlakPz Gepard in Uffenheim 2015
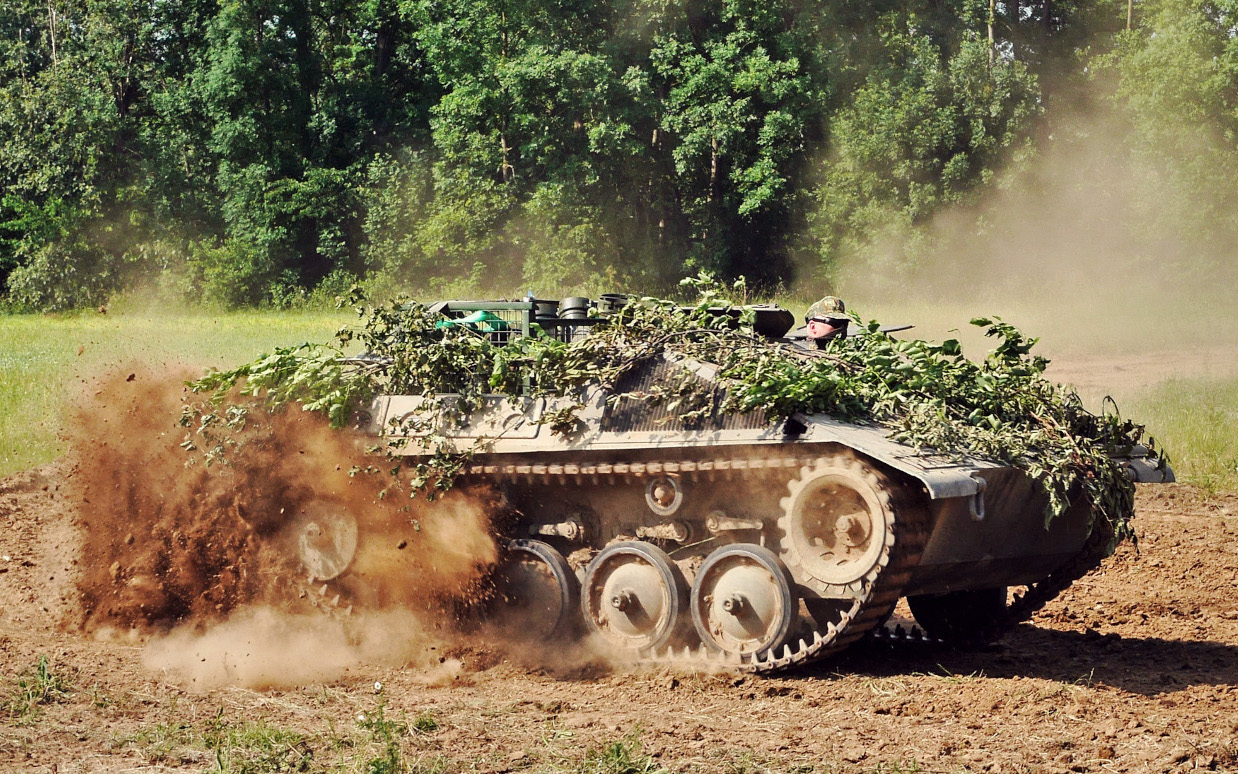
Hotchkiss SPz-Kurz 42-1 "Cargo" in Uffenheim 2015